# Bandera de La Oliva
La bandera del municipio de La Oliva en Fuerteventura, Canarias está compuesta por una franja vertical enclavada de cinco piezas, de color negro, situada al tercio del paño cercano al asta, siendo los dos tercios restantes de color amarillo.
La franja enclavada representa a la Casa de los Coroneles, principal monumento del municipio, y su color negro hace referencia al carácter volcánico de la orografía. El amarillo hace referencia a las dunas, representativas de la costa, y a la producción de cereales, base de la economía del municipio en el pasado.